# Monika Stocker
Pour les articles homonymes, voir Stocker.
Monika Stocker aussi connue sous le nom de Monika Stocker-Meier, née le 1er juillet 1948 à Aarau (originaire d'Abtwil), est une personnalité politique suisse, membre des Verts.
Elle siège au Conseil national pendant une législature, de fin 1987 à fin 1991, et au sein de l'exécutif de la ville de Zurich de 1994 à 2008, où elle dirige le département des affaires sociales.

## Biographie
Monika Stocker naît le 1er juillet 1948 à Aarau, dans le canton d'Argovie. Elle est originaire d'Abtwil, dans le même canton. Son père est policier.
Après sa maturité gymnasiale obtenue à Aarau, elle étudie les sciences sociales à l'Université de Fribourg de 1968 à 1973[réf. souhaitée]. Elle enseigne dans différentes écoles de travail social. Elle crée plus tard sa propre petite entreprise d'aide aux chômeurs,.
Depuis sa retraite, elle s'investit pour divers projets dans le domaine social et a publié plusieurs livres. 
Monika Stocker est mariée à un travailleur social et a deux enfants.

## Parcours politique

### Militantisme
Dès la fin des années 1970, Monika Stocker est active dans les mouvements pacifiste et écologiste. 

### Conseillère nationale
Après avoir adhéré au Parti écologiste en 1986, Monika Stocker est élue en octobre 1987 au Conseil national pour le canton de Zurich. Elle y siège à la Commission de la sécurité sociale. Elle est par ailleurs l'un des vice-présidents du Parti écologiste suisse de 1990 à 1991.
Elle est l'une des personnes qui sont à l'origine de la première session des femmes au Parlement fédéral et en préside en 1991 le groupe qui l'organise. Monika Stocker plaide aussi pour l'introduction d'un quota de femmes au Conseil national.
Après une législature, elle n'est pas réélue pour un second mandat et quitte le Conseil national à la fin de l'année 1991.

### Membre de l'exécutif de la ville de Zurich
En mars 1994, elle est élue au Conseil de ville (exécutif) de la ville de Zurich. Elle prend la tête du département des affaires sociales, succédant à Emilie Lieberherr. Sous la direction de Monika Stocker, la ville de Zurich joue un rôle de pionnière dans plusieurs domaines de la politique sociale, notamment en instaurant des distributions de drogues contrôlées et en adoptant un barème de l'aide sociale qui favorise l'intégration dans le monde du travail.
En 2002, Monika Stocker est la seule femme candidate au poste de maire (département présidentiel) de la ville de Zurich. C'est finalement le socialiste Elmar Ledergerber qui est élu à ce poste, par 45 % des voix contre 19 % à Monika Stocker au premier tour.
En 2007, le journal Die Weltwoche mène une campagne contre Monika Stocker et dénonce des abus en matière d'aide sociale en ville de Zurich. Début 2008, deux collaboratrices du département des affaires sociales, Margrit Zopfi et Esther Wyler, se révèlent être les informatrices de la Weltwoche. Les deux lanceuses d'alerte reçoivent le Prix Courage du périodique Der Beobachter en 2010 pour leur action.
Le 5 février 2008, Monika Stocker annonce sa démission au Conseil de ville de Zurich à partir de juillet 2008 pour raisons de santé.